# Erwin Piscator
Erwin Friedrich Maximilian Piscator (Ulm, ma Greifenstein része, 1893. december 17. – Starnberg, 1966. március 30.), kiemelkedő, nagy hatású német színházi rendező, a baloldali avantgardista politikai színház egyik első képviselője.

## Színházi előadások
- Rolf Hochhuth: A helytartó (1963)

## Magyarul
- A politikai színház; ford., jegyz. Gál M. Zsuzsa, Sz. Szántó Judit; Színháztudományi Intézet, Bp., 1963 (Korszerű színház)